# Persecución de los hugonotes bajo Luis XV

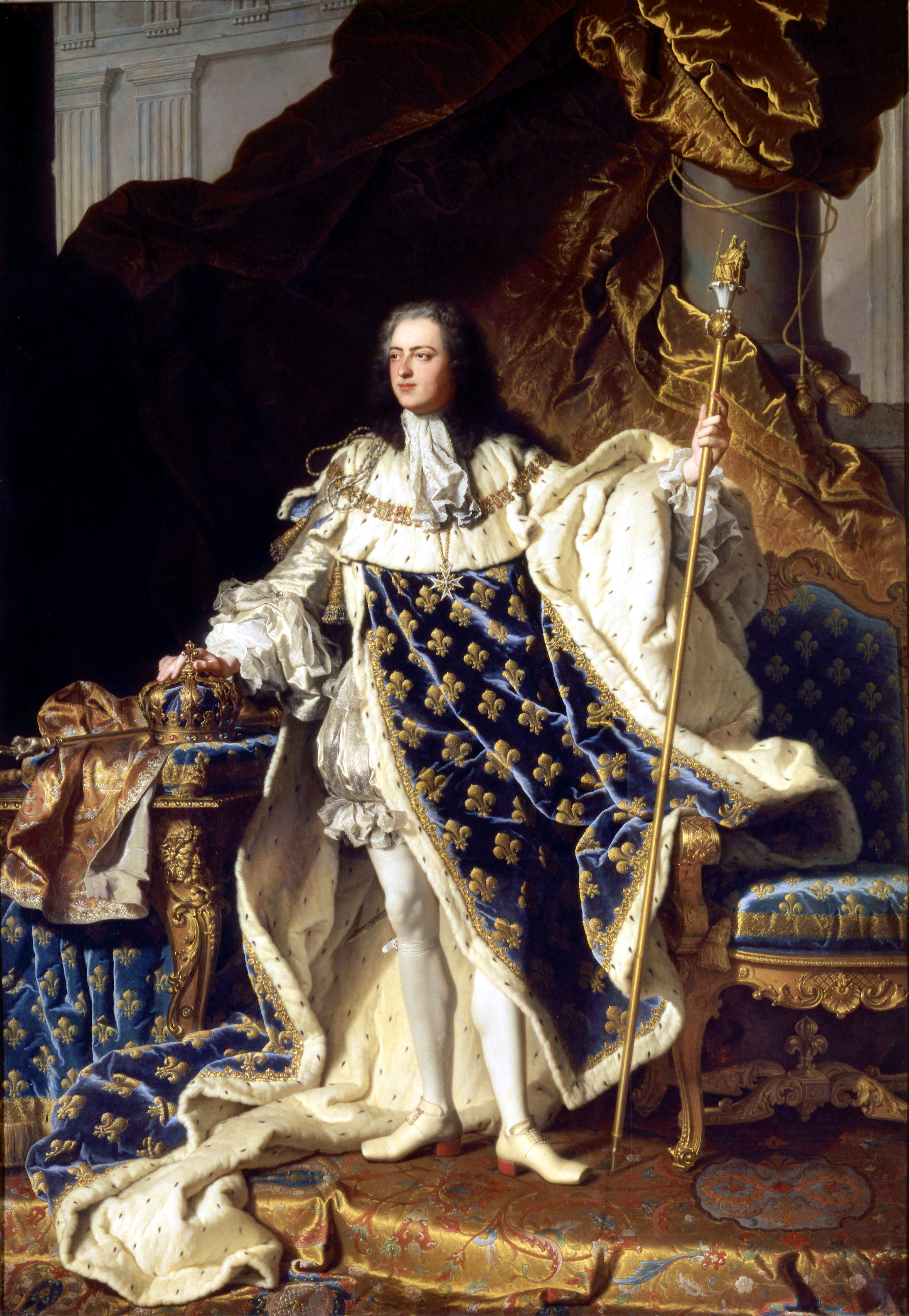
El rey francés Luis XV por Hyacinthe Rigaud, 1730

La persecución de los hugonotes bajo Luis XV hace referencia a las actuaciones hostiles contra los protestantes franceses ocurridas entre 1715 y 1774, durante el reinado de Luis XV.

## Reinados anteriores
Los miembros de la religión protestante en Francia, los hugonotes, obtuvieron un importante estatus de libertad religiosa, política y militar del rey Enrique IV de Francia y III de Navarra en su Edicto de Nantes. Este mismo rey, hijo de Antonio de Borbón y a menudo, considerado por los franceses como el mejor monarca que ha gobernado su país, fue bautizado católico pero educado por su madre, Juana III de Navarra, en la fe calvinista. Combatió en el bando hugonote (protestante) durante la tercera guerra de religión francesa. La guerra terminó con la paz de Saint-Germain (1570), con la que se pretendía alcanzar la reconciliación entre los dos bandos católico y hugonote. Como parte de este plan, se decidió su matrimonio con Margarita de Valois, hermana del rey Carlos IX de Francia. El matrimonio tuvo lugar el 18 de agosto de 1572 en contra de los  deseos de ambos cónyuges. No hay que olvidar, para terminar de enmarcar este contexto, que una semana después de la boda, los católicos más extremistas rompieron todo entendimiento llevando a los sangrientos hechos contra los hugonotes conocidos como la Matanza de San Bartolomé.
Sin embargo, más tarde y tras una nueva guerra, Luis XIII los despojó de sus privilegios políticos y militares, aunque conservaron sus libertades religiosas. Esta situación se mantuvo hasta la llegada del gobierno absolutista de Luis XIV. Inicialmente buscó convertir a los protestantes al catolicismo a través de medios pacíficos, incluidos incentivos económicos, pero gradualmente adoptó medidas más duras que culminaron en el uso de dragonadas, soldados apostados en las casas de los protestantes para obligarlos a convertirse. En 1685, revocó el Edicto de Nantes por completo, aboliendo todos los derechos de los protestantes en el reino.
Bajo esta coacción, muchos protestantes se convirtieron al catolicismo; otros huyeron del país. Aquellos que se convirtieron, sin embargo, generalmente lo hicieron solo exteriormente como cripto-protestantes, también llamados nicodemitas. Tan pronto como se relajó la vigilancia del gobierno, descuidaron el servicio de la Iglesia católica y cuando se atrevieron, se reunieron en sus casas o al aire libre para el culto de su propia fe. En verdad, el número de protestantes que verdaderamente se hicieron católicos y transmitieron su fe a sus hijos fue insignificante.
Las penas por predicar o asistir a una asamblea protestante eran severas: eran comunes las penas de cadena perpetua en las galeras para los hombres, el encarcelamiento de las mujeres y la confiscación de todas las propiedades.
A partir de 1702, un grupo de protestantes de la región de las Cevenas, conocidos como Camisardos, se rebelaron contra el gobierno. La lucha cesó en gran medida después de 1704, solo para reanudarse en 1710 y continuar esporádicamente durante los próximos cinco años. El protestantismo continuó siendo reprimido en Francia hasta la muerte de Luis XIV en 1715.

Cruz hugonote utilizada entre los siglos y, actualmente es emblema de la Iglesia Reformada de Francia.

## Reinado de Luis XV
Como Luis XV tenía solo 5 años cuando subió al trono, Francia quedó bajo el gobierno del regente Felipe II, duque de Orleans (en el cargo: 1715-1723). Este regente tenía poco interés en continuar la persecución de los protestantes. Si bien las leyes del reino no cambiaron, su aplicación disminuyó. Los protestantes comenzaron una vez más a celebrar su religión, especialmente en regiones como Languedoc, Delfinado, Guyena y Poitou. Sin embargo, quedaron quienes abogaron por el rigor en el trato de los protestantes. Destacado entre ellos, el arzobispo de Ruan, Luis III de La Vergne de Tressan, se convirtió en el gran limosnero del Regente. Discutió tanto con el regente como con el ministro más influyente, el cardenal Dubois, a favor de medidas severas contra los protestantes. Rechazaron sus ideas.

Posteriormente Luis Enrique, duque de Borbón se convirtió en primer ministro en 1723, sin embargo, el obispo encontró en él una audiencia más receptiva y se le dio permiso para redactar una ley general contra "l'hérésie" (la herejía). El rey promulgó la ley del 14 de mayo de 1724:
De todos los grandes designios de nuestro más honorable señor y bisabuelo, no hay ninguno que tengamos más en el corazón que realizar que el que él concibió, de extinguir por completo la herejía en su reino. Llegados a mayoría, nuestro primer cuidado ha sido tener ante nosotros los edictos cuya ejecución se ha retrasado, sobre todo en las provincias afectadas por el contagio. Hemos observado que los principales abusos que exigen una pronta reparación se refieren a las asambleas ilícitas, la educación de los niños, la obligación de los funcionarios públicos de profesar la religión católica, las penas contra los reincidentes y la celebración del matrimonio, de las cuales aquí se encuentran nuestras intenciones: Serán condenados: los predicadores a la pena de muerte, sus cómplices a las galeras de por vida, y las mujeres a ser afeitadas y encarceladas de por vida. Confiscación de bienes: los padres que no se les administre el bautismo a sus hijos dentro de las veinticuatro horas y velen por que asistan regularmente al catecismo y las escuelas, a las multas y las sumas que asciendan juntos; incluso a penas mayores. Parteras, médicos, cirujanos, boticarios, domésticos, familiares, que no notificarán a los párrocos de nacimientos o enfermedades, a multas. Personas que exhortarán a los enfermos, a las galeras o prisión perpetua, según sexo; confiscación de bienes. Los enfermos que rechazarán los sacramentos, si se recuperan, al destierro de por vida; si mueren, ser arrastrados por un obstáculo. Los matrimonios en el desierto son ilegales; los hijos que nacen de ellos son incapaces de heredar. Los menores cuyos padres estén expatriados pueden contraer matrimonio sin su autorización; pero los padres cuyos hijos se encuentren en suelo extranjero no consentirán en su matrimonio, so pena de galeras para los hombres y destierro para las mujeres. Finalmente, de todas las multas y confiscaciones, la mitad se empleará para proveer de subsistencia a los nuevos conversos.

Principales centros hugonotes en el siglo hasta el Edicto de Nantes de 1685.

La ley igualó, e incluso superó en algunos aspectos, las proclamas más severas de Luis XIV. Sin embargo, los tiempos habían cambiado. Los decretos de Luis XIV contra los protestantes habían sido recibidos con entusiasmo por la mayoría del país. Pero el clero no había solicitado el edicto de 1724; fue "el trabajo de un hombre ambicioso [Tressan] respaldado por ciertos fanáticos". Los magistrados tampoco estaban tan entusiasmados como el público en la aplicación del edicto.
La discriminación grave tuvo lugar solo cuando las autoridades locales fueron estrictas y leales al edicto. Ocurrió principalmente en el sur de Francia, especialmente en las diócesis de Nimes y Uzès y en Delfinado. Entre los predicadores y/o líderes protestantes activos durante este período en Francia se encuentran Antoine Court, Paul Rabaut, Alexander Ramsey y Roger. A menudo vivían como nómadas en áreas silvestres para evitar ser capturados.
Los historiadores estiman que el número de hombres y mujeres encarcelados o enviados a las galeras por delitos religiosos en los 40 años posteriores al edicto de 1724 fue de casi dos mil. Según Antoine Court, ocho ministros fueron ejecutados en este período. Esta fue una tasa mucho más baja que la que había ocurrido durante la última parte del reinado de Luis XIV.
Tolón era el centro donde la mayoría de los hombres confinados a las galeras por delitos religiosos cumplían sus condenas.
Las cartas de una de las reclusas y los relatos de testigos como Marie Durand hablan de la triste y desolada prisión de mujeres, la Torre de Constanza en Aigues-Mortes. Gracias a los esfuerzos del príncipe de Beauvau, la docena de mujeres detenidas allí fueron finalmente liberadas en 1767.
En las décadas posteriores a 1724, el celo en la persecución de los protestantes continuó menguando; después de 1764 "disfrutaron de una tolerancia práctica durante un cuarto de siglo antes de que la ley les asegurara una tolerancia legal"  gracias al Edicto de Versalles en 1787.